# وولي سوينكا

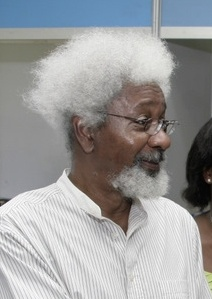
وولي سوينكا

وولي سوينكا (بالإنجليزية: Wole Soyinka) (و. 13 يوليو 1934) كاتب نيجيري حائز على جائزة نوبل للأداب عام 1986. يعده البعض أفضل كاتب مسرحي في أفريقيا قاطبة. ألقي القبض عليه لتزعمه مظاهرة احتجاج شعبية ضد حكومة الرئيس أوباسينجو؛ لفشلها في مكافحة الفساد والجرائم، ومطالبته بدستور جديد للدولة إلا أنه أفرج عنه.

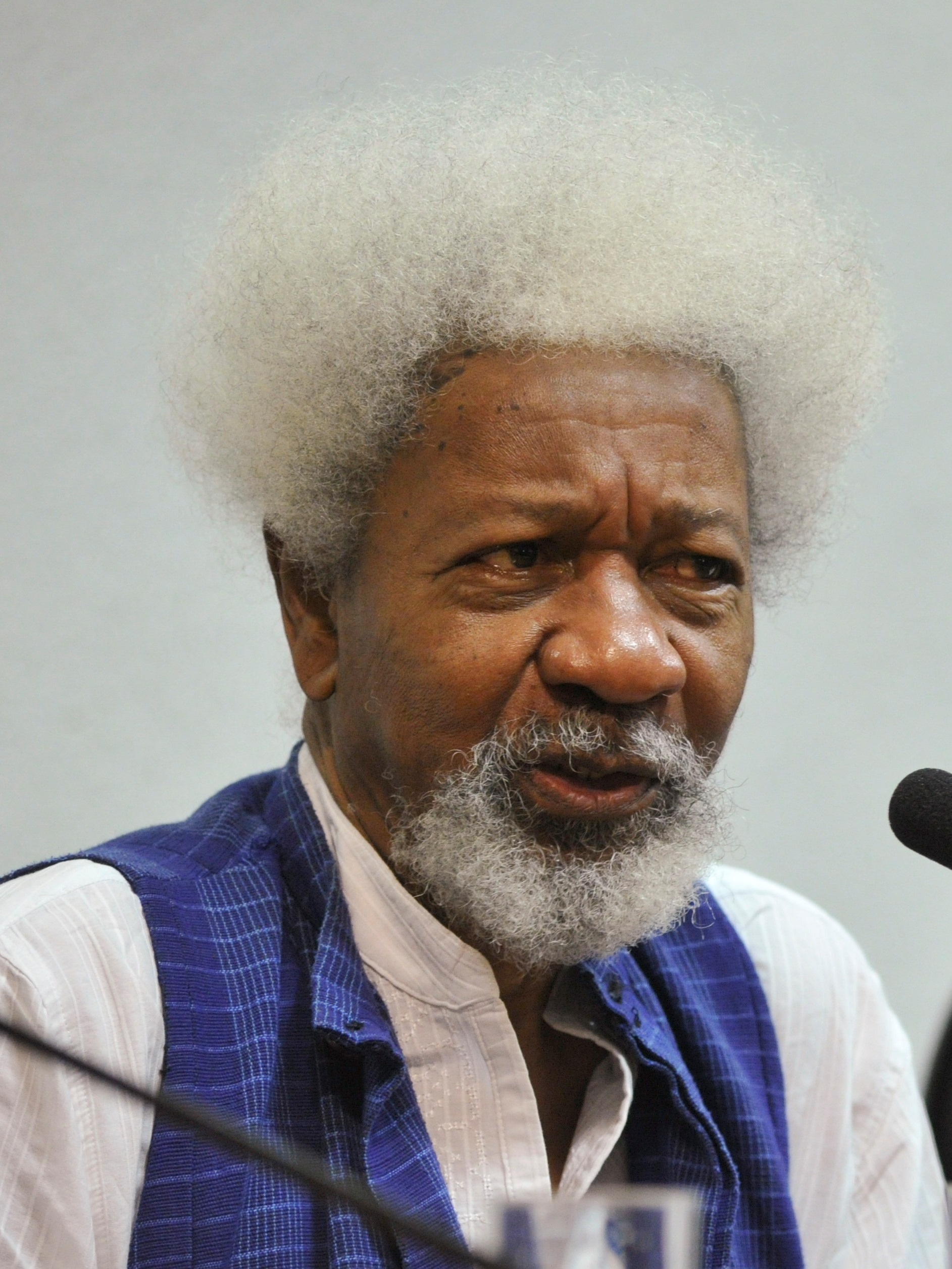
سوينكا في عام 2015.

ولد عام 1934 بأبيوكوتا، درس في المدارس النيجيرية وجامعة إيبادان قبل الذهاب إلى ليدز. بعد الجامعة اكتسب خبرة مهنية حين عمل قارئ مسرحيات مسرح رويال كورت بلندن. بعد عودته إلى نيجيريا عام 1960 قاد محاولات لتطوير المسرح النيجيري بينما كان يدرس ويقوم بأبحاث في جامعات إيفي، وإيبادان حتى أودع السجن بعد اندلاع الحرب الأهلية النيجيرية. وقد وصف تجاربه هذه في «مات الرجل». عرضت مسرحياته في أفريقيا، وأوروبا، وأميركا، ومنها «الطريق» و«الأسد والجوهرة». إلى جانب مسرحياته، نشر أربع مجموعات شعرية. روايته الثانية صدرت عام 1973.

## بداية حياته
بعد دراسة وولي سوينكا في نيجيريا والمملكة المتحدة عمل مع مسرح رويال كورت في لندن وكان له دور فعال في تاريخ نيجيريا السياسي وكفاحها من أجل الاستقلال عن بريطانيا العظمي في عام 1965 م. وفي عام 1967 م القي القبض عليه خلال الحرب الأهلية النيجيرية من قبل الحكومة الاتحادية ووضع في الحبس الانفرادي لمدة عامين. وكان سوينكا ينتقد العديد من الحكام المستبدين في الجيش النيجيري فضلا عن الأنظمة الاستبدادية السياسية الأخرى بما في ذلك نظام موغابي في زيمبابوي. وكان له دور نشط في تاريخ نيجيريا السياسي النضال من أجل الأستقلال عن بريطانيا العظمي وانتقد بشدة الدكتاتورين العسكريين ولاسيما الجنرال الراحل ساني اباتشا وكذلك الطغاة السياسية الأخرى بما فيها نظام موغابي في زيمبابوي وخلال فترة حكم الجنرال ساني اباتشا من (1993 _98) هرب سوينكا من نيجيريا عبر طريق ناديكو بواسطة ركوبه دراجة وعاش بالخارج وخاصة في الولايات المتحدة، وكان أستاذا في جامعة كورنيل ثم في جامعة إيموري في اتلانتا وفي عام 1996 م تم تعيينه كأستاذ للفنون. وفي عام 1999 م عاد سوينكا إلى بلاده وقام بالتدريس في جامعات أكسفورد وهارفارد وويل. ومن عام 1975 م إلى عام 1999 م كان أستاذا للأدب المقارن في جامعة أوبافيمي أوولوو. وفي عام 1999 م أصبح أستاذا فخريا وكان أستاذا للكتابة الأبداعية في جامعة نيفادا، لاس فيجاس. وفي خريف عام 2007 م تم تعيينه أستاذا في جامعة لويولا ماريماونت في لوس انجلوس، كاليفورنيا، الولايات المتحدة.. لقد قفز اسم سوينكا إلى مصاف الأعلام في العالم بعد حصوله علي جائزة نوبل للأدب عام 1986 م ولعل مايزيد الاهتمام به أنه كاتب أفريقي ينتمي إلى العالم الثالث، وقد شبه أحد النقاد قصته «المفسرون» برواية «بوليسيس» ل جيمس جويس.ويقول ناقد اخر انه يشك في أن يكون بين كتاب الإنجليزية شاعرا مسرحيا اخر أفضل منه.

## حياته العملية
في عائلة ريمو في مدينة أبيوكوتا ولد سوينكا وكان الثاني من ستة أطفال في مدينة أبيوكوتا بولاية أوجون في نيجيريا كان أبوه يسمي صموئيل أيوديل سوينكا وكان رئيس الكنيسة الانجليكانية وناظر مدرسة سانت بيترز في أبيوكوتا، ووالدة سوينكا تسمي غريس أنيولا سوينكا وكان يطلق عليها اسم المسيحية البربرية وكان لديها محل بالقرب من السوق وكانت ناشطة سياسية داخل الحركة النسائية في المجتمع المحلي وذلك تبعا للكنيسة الانجليكانية، كما كان يتبع الكثير من السكان الأصليين للتقاليد اليوروبية الدينية.ترعرع سوينكا في جو من التوفيق بين المعتقدات الدينية وتأثيرات كل الثقافات وتبين موقف والده في حصوله علي الكهرباء والراديو في منزله.والأم كانت واحدة من أبرز أعضاء عائلة رانسوم كوتي وكانت ابنة القس كانون وكان من بين أبناء عمومة سوينكا الموسيقار فيلا كوتي.وفي عام 1940 م وبعد ان كان سوينكا في المدرسة الأبتدائية سانت بيترز في أبيوكوتا انتقل إلى مدرسة متوسطة حيث فاز بجوائز عديدة من مسابقات أدبية وفي عام 1946 م تم قبوله في جامعة حكومية في أبادان والتي كانت في ذلك الوقت واحدة من نخبة المدارس الثانوية في نيجيريا، بعد انتهاء مسيرته في الجامعة الحكومية في عام 1952 م بدأ دراسته في جامعات أبادان التابعة لجامعة لندن. درس سوينكا الأدب الإنجليزي واليوناني والتاريخ الغربي.في الأعوام (1053- 1954) بدأ سوينكا في عمل مسرحية قصيرة للراديو في خدمة البث النيجيري وبثها في يوليو عام 1954 م بينما في الجامعة سوينكا وستة اخرون أسسوا مكافحة الفساد وتحقيق العدالة كمنظمة طلابية.ان سوينكا سرد تفصيليا مطلع حياته في مذكرات أكيه وسنوات الطفولة وفي وقت لاحق وفي عام 1954 م انتقل سوينكا إلى إنجلترا حيث واصل دراسته في الأدب الإنجليزي تحت اشراف مرشده ويلسون نايت في جامعة ليدز وفي الأعوام (1954-1957) التقي سوينكا بالعديد من الشباب الموهوبين والكتاب البريطانيين.قبل حصوله علي درجة البكالوريوس بدأ سوينكا عمله كمحرر في مجلة هجائية تسمي النسر وكتب عمودا عن الحياة الأكاديمية منتقدا أقرانه في الجامعة وهو يعمل الآن أستاذا للأدب المقارن بجامعة (ايف) في نيجيريا.

## حياته العملية المبكرة
بعدما تخرج سوينكا قرر أن يمكث في ليدز بهدف الحصول على الماجستير وقرر أن يكتب عملا جديدا يجمع بين التقاليد المسرحية الأوروبية مع التراث الثقافي اليوروبي. وأول ما كتب سوينكا كانت مسرحية سكان المستنقع عام 1958م، ثم بعد ذلك الأسد والجوهرة الكوميديا التي جذبت اهتمام عدد من أعضاء مسرح رويال كورت بلندن، وبعد ذلك تم تشجيع سوينكا علي الانتقال إلى لندن، حيث قام بعمل مسرحية القارئ علي مسرح رويال كورت، وخلال تلك الفترة تم تنفيذ مسرحياته في أبادان وكان التعامل معها متوترًا بين التقدم والتقاليد في نيجيريا. في ذلك الوقت كانت أعماله المنشورة قصائد فقط مثل المهاجر وجاري المجاور والتي نشرت في المجلة النيجيرية أورفيوس السوداء كان هذا في عام 1957م بواسطة الباحث الألماني يوللي والذي كان يدرس في جامعة إبادان منذ عام 1950م. تلقي سوينكا زمالة روكفلر في البحوث من جامعة إبادان وكان البحث علي المسرح الأفريقي ثم عاد إلى نيجيريا وهناك كتب مسرحية جديدة وهي محاكمة الأخ جيرو وهي من نوع الهجاء. كانت مسرحيته رقصة الغابات في عام 1960م نقدًا لاذعًا للنخب السياسية في نيجيريا، وفازت في مسابقة هذا العام كمسرحية رسمية نيجيرية في يوم الاستقلال في 1 أكتوبر 1960م. ولأول مرة في لاغوس احتفلت نيجيريا بالمسرحية من خلال إظهار أن الحاضر ليس أكثر مما كان في العصر الذهبي الماضي. كانت الأعمال المنشورة لسوينكا تسخر من الطوارئ في المنطقة الغربية من نيجيريا كما كانت يوروبا محتلة بصورة متزايدة والتي تسيطر عليها الحكومة الاتحادية. وكانت التوترات السياسية الناجمة عن استقلال ما بعد الاستعمار أدت في النهاية إلى انقلاب عسكري وحرب أهلية ما بين عام (1967م- 1970 م). ومع منحة روكفلر اشتري سوينكا لاندروفر وبدأ السفر في جميع أنحاء البلاد باحثا في قسم اللغة الإنجليزية في جامعة أبادان. وفي وقت ما انتقد الحركة الزنجية ليوبولد سنغور باعتبارها تمجيدًا وحنينًا لماضي الأفارقة السود، وتجاهل الفوائد المحتملة من التحديث. في ديسمبر عام 1962م نشر مقاله «نحو مسرح حقيقي». بدأ سوينكا التدريس في قسم اللغة الإنجليزية في جامعة أوبافيمي أوولوو في إيفي. في نهاية عام 1963م صدر لأول مرة فيلم روائي طويل له عن الثقافة التي تمر بمرحلة انتقالية، وفي إبريل عام 1964م كانت «المترجمين» وهي رواية معقدة ولكنها أيضا وثائقية بشكل واضح وقد نشرت في لندن. وفي ديسمبر قام سوينكا وبالإشتراك مع علماء ورجال المسرح بتأسيس رابطة الدراما في نيجيريا. وفي عام 1964م قدم استقالته من منصبه الجامعي احتجاجا علي السلوك الموالي للحكومة التي تفرضها السلطات. وبعد بضعة أشهر قبض عليه للمرة الأولي واتهم بسبب الأشرطة الكامنة خلال استنساخ خطاب مسجل للفائز النيجيري المنتخب. وقد أطلق سراحه بعد بضعة أشهر من الحبس نتيجة للاحتجاجات من قبل المجتمع الدولي للكتاب. هذا العام نفسه كتب قطعتين أكثر دراماتيكية وكتب مسرحية إذاعية لهيئة الإذاعة البريطانية في لندن. في نهاية العام تمت ترقيته إلى مدير الجامعة وأستاذ محاضر في قسم اللغة الإنجليزية في جامعة لاغوس. كانت الخطب السياسية لسوينكا في ذلك الوقت ينتقد فيها عبادة الشخصية وحكومة الفساد في الديكتاتوريات الأفريقية. في إبريل عام 1985م تم إنتاج مسرحيته حصاد كونجي في إحياء للمهرجان الدولي للفنون الزنجية في داكار في السنغال ومسرحيته الطريق التي منحت الجائزة الكبري. في يونيو 1965م أنتجت مسرحيته الأسد والجوهرة في نادي مسرح هامبستيد في لندن.

## الحرب الأهلية والسجن
بعد أن أصبح رئيسا لكاتدرائية الدراما في جامعة أبادان أصبح سوينكا أكثر نشاطا سياسيا عقب الانقلاب العسكري الذي وقع في يناير عام 1966م.التقي سوينكا سرا وبشكل غير رسمي مع الحاكم العسكري تشوكو كويمبا أودوميجو أوجوكو في بلدة جنوب شرق أنوجو في أغسطس عام 1967 م في محاولة منه لتجنب حرب أهلية ونتيجة لذلك كان عليه أن يلجأ إلى الإختباء وتم سجنه لمدة 22 شهرا ونشبت الحرب الأهلية بين الحكومة الإتحادية وبيافرا على الرغم من رفض المواد مثل الكتب والأفلام والورق في السجن قال انه لايزال يكتب مجموعة كبيرة من القصائد ولاحظ انتقاد الحكومة النيجيرية. وعلى الرغم من سجنه انتج في شهر سبتمبر عام 1967م مسرحيته الأسد والجوهرة في أكرا.في شهر نوفمبر أنتجت مسرحيته محاكمة الأخ جيرو ومسرحية السلالة القوية في مسرح غرينتش في نيويورك، كما نشر مجموعة من شعره مثل إيدانري وغيرها من القصائد الأخرى والتي كانت مستوحاة من خلال زياره سوينكا ملاذ من اليوربا (ألوهية أوجون) الذي يسمي في بلده الرفيق والحامية.في عام 1968م أنتجت شركة فرقة الزنجي في نيويورك مسرحية حصاد كونجي في حين أن سوينكا مازال مسجونًا وهي المترجمة من اليوربا وهي رواية خيالية.

## الإفراج عنه وإنتاجه الأدبي
في أكتوبر عام 1969م عندما انتهت الحرب الأهلية تم الأفراج عن سوينكا وباقي المعتقلين السياسين وخلال الأشهر القليلة الأولي بعد الأفراج عنه ظل سوينكا موجودا في مزرعة صديقه في جنوب فرنسا حيث كان يسعي للعزلة وكتب مسرحيات مقتبسة من يوروبيدس مثل مسرحية عابدات باخوس وسرعان ما نشر في لندن كتاب الشعر وقصائد من السجن وفي نهاية هذا العام عاد إلى منصبه مدير لكاتدرائية الدراما في أبادان وتعاون في تأسيس الدورية الأدبية التي تسمي أورفيوس الأسود وهي المجلة الأدبية المشهورة في نيجيريا وفي أثناء ذلك بدأت علاقته بالمسرح ممثلا ومخرجا ثم كاتبا. وفي عام 1959م اخرج فيلم مارسيل كامو وتدور أحداثه في الأحياء الفقيرة في ريودي جانيرو.في يونيو 1970 م انتهي من مسرحيته مجانين وأختصاصيون بالتعاون مع مجموعة من خمسة عشر من الجهات الفاعلة في جامعة أبادان وشركة مسرح الفن وثم ذهب في رحلة إلى الولايات المتحدة إلى مركز يوجين أونيل التذكارية للمسرح في وترفورد لعرض مسرحيته الأخيرة وفي عام 1971 م تم جمع أشعاره.سافر سوينكا إلى باريس ليأخذ الدور القيادي كما كان كينشاسا. في إبريل عام 1971 م شعرنا بالقلق إزاء الوضع السياسي في نيجيريا وسوينكا استقال من منصبه في جامعة أبادان وقضي سنوات في منفاه الطوعي في شهر يوليو وفي باريس قام سوينكا بكتابة مسرحية رقصة الغابات وفي عام 1972 م حصل سوينكا علي الدكتوراه الفخرية من جامعة ليدز، وبعد ذلك بفترة قصيرة كتب روايته موسم بغرس روح اللامبالاة وتم تجميع مسرحياته وكلاهما نشر عن طريق مطبعة جامعة أكسفورد.في عام 1973 م عرضت مسرحيته عابدات باخوس وهي رؤية خاصة أعدها سوينكا عن مسرحية الكاتب الإغريقي يوربيدس وقد عرضت بالمسرح القومي بلندن لأول مرة.وفي الأعوام من (1973- 1975) قضي سوينكا بعض الوقت في الدراسات العلمية وخضع سوينكا لمدة عام تحت الاختبار في جامعة تشرشل في كامبريدج وقدم سلسلة من المحاضرات في عدد من الجامعات الأوروبية. وفي عام 1974 م صدر المجلد الثاني من قبل مطبعة جامعة أكسفورد من مسرحياته التي تم جمعها، في عام 1975 م تمت ترقيته إلى منصب محرر في مجلة مقرها في العاصمة الغانية أكرا.احتج سوينكا ضد المجلس العسكري بعد حدوث الانقلاب السياسي في نيجيريا وعاد إلى وطنه في عام 1975 م.في عام 1976 م نشر مجموعة من قصائده الشعرية بالإضافة إلى مجموعة من المقالات بعنوان الأسطورة والعالم الإفريقي واكتشف سوينكا في هذه جذور التصوف في المسرح الإفريقي واستخدم أمثلة من الأدب الأوروبي والإفريقي علي حد سواء ويقارن الثقافات. ألقي سوينكا سلسلة من المحاضرات في معهد الدراسات الإفريقية في جامعة غانا في ليغون، وتم إجراء النسخة الفرنسية من مسرحية رقصة الغابات في داكار.في عام 1981 م تم نشر سيرته الذاتية.أسس سوينكا مجموعة مسرحية أخرى تسمي وحدة حرب العصابات وكان هدفها العمل مع المجتمعات المحلية في تحليل مشاكلهم والتعبير عن بعض مشاكلهم عن طريق اسكتشات درامية.أصدر سوينكا مجموعة من المشاريع الموسيقية بعنوان أنا أحب بلادي وكان العديد من الموسيقيين النيجيريين يتطلعون إلى أغاني من تلحين سوينكا. في عام 1984م اخرج فيلما يسمي البلوز وفي نفس الوقت كتب مسرحية العمالقة وقدمت علي المسرح. خلال الأعوام (1975 -1984) كان سوينكا أكثر نشاطا سياسيا في جامعة إيفي وشملت مهامه الإدارية أمن الطرق العامة. انتقد سوينكا الفساد في حكومة الرئيس المنتخب ديمقراطيا شيهو شاجاري عندما تم استبداله من قبل محمد يوهاري وكان سوينكا في الكثير من الأحيان على خلاف مع الجيش. وفي عام 1985م تم نشر مسرحيته قداس للعالم بالمستقبل في لندن.

## منذ
حصل سوينكا علي جائزة نوبل للآداب في عام 1986 م وكان هو أول كاتب إفريقي يحصل علي جائزة نوبل قائلا في خطاب قبوله للجائزة (هذا الماضي يجب أن يعالج حاضره) وتحدث عن كبت الحريات في جنوب إفريقيا، كان خطاب سوينكا انتقادا صريحا للفصل العنصري وسياسية الفصل العنصري المفروضة علي الأغلبية من قبل الحكومة في جنوب إفريقيا.في عام 1986 م حصل سوينكا علي جائزة أجيب للآداب.وفي عام 1988 م تم نشر ديوانه الشعري ( مانديللا الأرض ) وقصائد أخرى، وبينما كان سوينكا في نيجيريا نشر مجموعة أخرى من المقالات بعنوان الفن والحوار والغضب وظهرت مقالات في الأدب والثقافة في نفس العام وقبل سوينكا مركزه كأستاذ الدراسات الإفريقية والمسرح في جامعة كورنيل. كانت مسرحيته من ضياء الحب في عرضها الأول هي باروديا سياسية مريرة جدا استنادا للأحداث التي وقعت في نيجيريا في عام 1980 م. وفي عام 1993 م حصل سوينكا علي شهادة الدكتوراه الفخرية من جامعة هارفارد. وفي عام 1994 م عين سوينكا سفيرا للنويا الحسنة لليونسكو للعمل علي تعزيز الثقافة الإفريقية وحقوق الإنسان وحرية التعبير والأعلام والأتصالات. وفي نوفمبر 1994 م فر سوينكا مع مجموعة من الأشخاص من نيجيريا عبر الحدود إلى الولايات المتحدة، وفي عام 1997 م اتهم سوينكا بالخيانة من قبل حكومة الجنرال ساني أباشا. في عام 2006 الغي سوينكا خطابه السنوي وحفل توزيع جوائز الكتابة في بانكوك احتجاجا علي الجيش التايلاندي في نجاح الأنقلاب ضد الحكومة. في عام 2007 م دعا سوينكا إلى إلغاء الأنتخابات الرئاسية النيجيرية التي عقدت والتي كانت تعاني من الغش والعنف علي نطاق واسع وقال إنه يؤيد حرية الإنسان لكنه حذر من عواقب اللامنطق وذلك بالسماح للأديان بالتبشير والعنف المروع.

## تكريمه والجوائز التي حصل عليها
- في عام 2011 م: قامت مكتبة بحوث التراث الإفريقي والمركز الثقافي ببناء مركزا خاصا بالكتاب تكريما له يقع في قرية لاجيلو منطقة الحكم المحلي في أبادان في نيجيريا ويشمل هذا المركز علي برنامج مميز يمكن الكاتب من الإقامة به لمدة شهرين أو ثلاثة أو ستة أشهر وتساعدهم في الأنخراط في الكتابة الإبداعية الجادة.
- في عام 1973 م: حصل سوينكا علي دكتوراه فخرية من جامعة ليدز.
- في 1973 - 1974 م: كان سوينكا في جامعة تشرشل في كامبريدج.
- 1983 م: انتخب سوينكا عضو فخري في الجمعية الملكية للأدب.
- 1983 م: حصل علي جائزة لكتابه أنيسفيلد الذئب في الولايات المتحدة.
- 1986 م: حصل علي جائزة نوبل للآداب.
- 1986 م: حصل علي جائزة أجيب للآداب.
- 1986 م: كان سوينكا قائدا في الجمهورية الأتحادية.
- 1990 م: حصل علي ميدالية بينسون من الجمعية الملكية للأدب.
- 1993 م: حصل علي الدكتوراه الفخرية من جامعة هارفارد.
- 2005 م: حصل علي درجة الدكتوراه الفخرية من جامعة برينستون.
- 2005 م: أيد سوينكا حق استخدام لقب أرستقراط.
- 2009 م: كان في أكاديمة للحصول علي طبق من الذهب كجائزة علي الأنجازات.

## مسرحياته
- سكان المستنقع
- الأسد والجوهرة
- محاكمة الأخ جيرو
- رقصة الغابات
- السلالة القوية
- قبل التعتيم
- حصاد كونجي
- الطريق
- عابدات باخوس
- مجانين واختصاصيون
- كامة خشب فوق الأوراق
- تحولات جيرو
- الموت وفارس الملك
- أوبرا أونيوسي
- قداس للعالم بالمستقبل
- العمالقة
- آفة من السنبل (مسرحية إذاعية)
- تطويب فتي من المنطقة
- الملك بابو
- ستة وستين (قطعة قصيرة).

## الروايات
- المفسرون
- موسم غير أخلاقي اجتماعيا

## مذكراته
- المتوفي (ملاحظات في السجن) في عام 1971 م.
- أكي (سنوات الطفولة) في عام 1981 م.
- إسرا (رحلة حول مقال) في عام 1990 م.
- أبادان مذكرات عام 1994 م.
- عليك المنصوص عليها في الفجر في عام 2006 م .

## مجموعة شعرية
- طائرة كبيرة تحطمت في الأرض (قصائد العنوان الأصلي من السجن).
- قصائد إدانري وغيرها.
- مانديلا الأرض وقصائد أخرى (1988 م).
- أوجون.
- سمرقند وغيرها.
- أبيكو.
- القصة من المالك.
- بعد الطوفان.
- المحادثة الهاتفية .

## مقالات
- شاعرية الزائفة الأنتقالية.
- الفن والحوار والغضب: مقالات في الأدب والثقافة.
- الأسطورة والأدب والعالم الإفريقي.
- عبء الذاكرة _موسي من الغفران.
- عقيدة الوجود والعدم.
- مناخ من الخوف.

## أفلام
- حصاد كونجي
- الثقافة في المرحلة الأنتقالية
- البلوز في الإسراف

## ترجمات
- غابة من ألف شياطين .

## آراء
لاجوس رويترز - قال ولي سوينكا الروائي النيجيري الحائز على جائزة نوبل للاداب 
| وولي سوينكا | ان نيجيريا "في حرب" مع جماعة بوكو حرام الإسلامية المتطرفة وانه يجب عدم التفاوض مع زعمائها السفاحين. | وولي سوينكا |

وكان الرئيس النيجيري جودلاك جوناثان قد قال في وقت سابق من العام الجاري ان حكومته مستعدة للحوار مع بوكو حرام الذي اسفر تمردها على قتل ما يقدر بنحو 2800 شخص منذ عام 2009.
وقال سوينكا للصحفيين في مؤتمر في لاجوس 
| وولي سوينكا | "لا تتحدثوا مع سفاحين. لستم ملزمين بالتحدث مع هؤلاء الذين جعلوا قتل الابرياء فلسفتهم"هذه قضية امنية. لقد اصبحت مسألة من الذي سيسقط:هل هو المجتمع؟ هل هي الامة؟ ام مجموعة من القتلى الخارجين تماما عن السيطرة؟." | وولي سوينكا |

وقال سوينكا
| وولي سوينكا | ان العنف في شمال نيجيريا خطأ "المتطرفين" الدينيين الذين "غسلوا مخ" الشبان الذين اصبحوا الان خارج نطاق السيطرة. وانحى باللائمة أيضا على الحكومة بسبب القيادة "السيئة" التي قال انها تركت الشبان في حالة فقر. وقال شخص زعم انه يتحدث باسم بوكو حرام للصحفيين في معقل الجماعة في مايدوجوري في شمال شرق نيجيريا ان الجماعة ستكون مستعدة لاجراء محادثات اذا تم الافراج عن اعضائها ونفذت شروط اخرى. ولكن زعيم الجماعة أبو بكر شيكو قال انه لن يجري محادثات مع الحكومة قائلا انه يريد فرض تطبيق الشريعة الإسلامية في نيجيريا التي يبلغ عدد سكانها 160 مليون نسمة نصفهم تقريبا من المسيحيين والنصف الاخر من المسلمين. وتقول جماعات حقوقية ان الجيش ارتكب انتهاكات لحقوق الإنسان اثناء حملته ضد بوكو حرام من بينها اعدام عزل في الشارع وتعذيب المشتبه بهم. | وولي سوينكا |

## خلفيته الثقافية
تمتد جذور وول سوينكا في ثقافة اليوروبا لكن خبراته تمتد إلى مجالات أوسع، فدراسته الرسمية وتجاربه العملية ربطته بأفكار العالم الحديث . لقد ولد سوينكا في أحضان ثقافة اليوروبا وأصبح جزءا طبيعيا منها فضلا عن ذلك فإنه قد اهتم اهتماما شديدا بدراسة ثقافة شعبه . وقد تجلي اهتمامه الشديد بالمفردات اللغوية وفروقها الدقيقة بصورة مدهشة في ترجمته المثيرة للتفكير لواحدة من الأعمال الأدبية الرائعة وأكثرها شعبية عند اليوروبا وهي رواية فاجنوا التي ترجمها إلى الأنجليزية بعنوان (غابة الألف شيطان) وكتب لها مقدمة يشرح فيها مدي ما كان يمارسه من حذر وحصافة في تعامله مع اللغة وفي شرحه لسبب اختياره لبعض الكلمات باللغة الأنجليزية مما يوضح فكرته . فهو يقول:
| وولي سوينكا | إن تهجية حروف الكلمات أمر مهم للغاية . فهذه الكائنات التي تسكن عالم فاجنوا تتطلب بأي ثمن وبكل ما يمكن للمترجم أن يتصوره من حيل الحفاظ عليها مما قد يعلق بها من خواطر عامة أو مفصلة تستدعيها في ذهن القارئ ,ومن الضروري أن تنقل في الوقت نفسه واقع حياتهم الحقيقي بنفس التأثير والحيوية التي يعكسها فاجنوا في روايته الأصلية. | وولي سوينكا |

وكان من النتائج التي ترتبت علي براعة المترجم في بعض من الكلمات الجديدة ومن الجدير بالملاحظة أن هذه الكائنات الأتية من تراث اليوروبا موجودة في عالم فاجنو وفي غابة تيوتولا وأيضا في غابة سوينكا نفسه في مسرحية رقصة الغابات فإن كاريار أحد شخصيات المسرحية يعلن طلب استدعاء ويقول:
| وولي سوينكا | إلى كل من يسكن هذه الغابات ,من شياطين الصخور وعفاريت الأرض الصغيرة ,وشياطين الأشجار مثل جويفدز ودويلدز وسائر الجنيات من أبناء ورعايا إله الغابة وكل من يسكن في نطاق سيطرته . | وولي سوينكا |

واهتمامه بدراسة هذا العالم تتضح بدرجة أكبر في مقاله ( المسرح الرابع ) الذي يطور فيه نظرية خاصة بتراجيديا اليوروبا وذلك عن طريق فحص الأفكار الكامنة وراء تصورات اليوروبا عن الوجود وبالأخص الأفكار الكامنة في خلفيته لاهوت اليوروبا. وكان من تأثير هذا الاهتمام الدراسي العميق لثقافة اليوروبا أن استمد سوينكا أساسا من الأفكار التي تبع منها أعماله .وكانت ثقافة اليوروبا تؤثر علي سوينكا وأعماله حيث نجد أن شعب اليوروبا واحد من أبرز الشعوب الإفريقية وقد أثبتت ثقافته أنها ليست ثقافة غنية فقط، وإنما ثقافة قادرة علي أن تعيش في مناطق وأقاليم بعيدة جدا عن موطنها الأصلي .فثقافة اليوروبا تتمتع بقوة في البرازيل، وفي أجزاء أخرى من أمريكا الجنوبية مثل الكاريبي وسيراليون، وهي مناطق اتصلت منذ قرون بأهل اليوروبا في الشتات عن طريق تجارة العبيد .فالموطن الأصلي لثقافة اليوروبا هو غرب نيجيريا كما يحددها أفو لابي أوجو وهو أحد العلماء البارزين من أبناء اليوروبا والمنطقة التي تتلاقي فيها ثقافة اليوروبا بصورتها الأصلية هي ست أقاليم في غرب نيجيريا أويو، أبادان، أبيوكوتا، إيجيبو، أوندو ثم لاجوس . وقد ولد سوينكا في إبيوكوتا وهي منطقة لازالت تحتفظ بأعلي كثافة للمتكلمين بلغة اليوروبا أكثر من تسعين بالمائة طبقا لكلام أوجو .إن حياة اليوروبا التقليدية تتحكم فيها المفاهيم الدينية، فاليوروبا تحيط بها الألهة والأرواح من كل جانب وأن حياة البشر تتفاعل معها، وينسب أهل اليوروبا لأنفسهم أربعمائة وواحد من الألهة وهو تعبير اصطلاحي للتدليل علي كثرة الألهة التي تعد، وسوينكا يفضل تعبيرا مشابها ليس أربعمائة حرفيا بل ألف وواحد. العدد الحقيقي للألهة والأرباب لايمكن إحصاؤه لأن المناطق المحلية لها بعض الأرباب الخاصة بهم .هناك طبعا ألهة رئيسية معترف بها ويتعبدون لها في كل أنحاء اليوروبا مثل أولوديمير وهو الإله الأعظم الخالق الملك العليم بكل شيء، الكلي الحكمة، الكلي المعرفة، القاضي، الخالد، المقدس الذي لايري وتجري عبادته من خلال أرباب صغري، ويستدعي دائما عند القسم، أهل اليوروبا لايجسدونه ماديا ولايقيمون له مزارات .ومراعاة لتقاليد اليوروبا (ولأنه لا يعرف شبيها له)نجد «كولا» الفنان في رواية (المفسرون ) لسوينكا لايصور أولوديمير في رسمه بانثيون اليوروبا بل يظهر هذا الإله في صورة رئيس الغابة في مسرحية "رقصة الغابات" أما الإلهة التي ظهرت في لوحة كولا الزيتية هي أوريزا نالا الربة الرئيسية التي تلي أولوديمير في المرتبة، وعيسو وهي الروح المسببة للفوضي والاضطراب والشر والتغيير ثم سانجو إله البرق والكهرباء ثم سويونا إله الجدري، وإيرومير، وإله سوينكا المفضل هو أوجن .فطبيعة هذه الأله المزدوجة والتناقض الظاهري في طبيعته، فهو الروح الخلاق والمدمر فيجعل منه رمزا غامضا في أعمال سوينكا الإبداعية والنقدية .فالإنسان بقدرته علي الخلق وعلي التدمير هو إعادة تجسيد لهذا الإله المتناقض إله تشكيل المعادن .ففي مقالة «المسرح الرابع» كتب سوينكا ويقول عن أوجن:
| وولي سوينكا | بالنسبة لأوجن من الممكن أن نفهمه أفضل من خلال القيم الهيللنيية باعتبار تجميع لقيم ديونيسيوس ,وأبوللو وبروميثيوس.وليس هذا كل شيء لأنه يتجاوز حتي اليوم حدود أساطيره المشوهة حول عنفه وقوته كأرهابي ,والشعر التقليدي يصوره باعتباره "حامي اليتامي" "مأوي المشردين" "الحارس الرهيب علي العهود المقدسة " أوجن في الحقيقة يمثل الإنسان المتجاوز المتسامي ومسترد العدالة الشديد البأس . | وولي سوينكا |

يستثمر سوينكا فكرة الممسوس بالجن في كل من مسرحية «رقصة الغابات» ومسرحية«الطريق» وهما اثنان من أهم مسرحياته. وعلي جانب أخر استخدم سوينكا الأقنعة استخداما صحيحا في مسرحيته «الموت وفارس الملك» حيث يقدم تشويها لحاكم المنطقة وزوجته وهما يرقصان في ملابس تنكرية مغتصبة من أوسمة إجنجن وشعارات الملكية وهي رموز ساخرة ذات تغريب تراجيدي فإن فن نحت الأقنعة والأشياء الأخرى من ثقافة أهل اليوروبا . ارتبط سوينكا بفرقة "المسرح الملكي" التي تعد بيت رواد المسرح الإنجليزي، حيث اشتغل قارئا للنصوص المسرحية وفيه قدمت بعض تجاربه الأولي فقد خصص برنامج المسرح في ليلة الأحد أول نوفمبر سنة 1959م لمسرحيته القصيرة "الاختراع" وبعض مقتطفات أخرى .إن علاقته بالمسرح الملكي جعلته علي صلة بكتاب المسرح الطليعي في أوروبا بالإضافة إلي المسرحيين التقليدين، ومن ذلك الحين سافر سوينكا إلي مناطق شاسعة من العالم ولاشك لكونه إنسان حساس أنه تأثر بما رأي وبما سمع . إن أعمال سوينكا هي في الحقيقة بيان أصيل لحصيلته الواسعة من التجارب والخبرات رؤية واسعة للإنسانية، حتي وإن كان قد اختار أن يتناول الإنسان خلال البيئة الإفريقية أساسا .إنه كاتب إفريقي ولأعماله تأثيرها علي بقية العالم .والذي يعرض من أعماله هي المسرحيات القصيرة خصوصا الكوميديا . أما مسرحياته الكبري فلا تعرض إلا نادرا .والسبب الرئيس لذلك هي أن المسرحيات الكبري تتطلب قدرا كبيرا من مهارة الممثلين وبراعة المخرج ودهائه، فضلا عن ذلك فإن أفريقيا الاستوائية ليس بها فرق محترفة يمكن إنتاج هذه الأعمال بالمهارة الحرفية المطلوبة .

## سوينكا والمسرح
أدرك سوينكا حاجة هذه البلاد إلى فرق تجمع هيئة الممثلين معا تحت إدارة خبير لمدة طويلة كافية لتطوير المهارات اللازمة لإنتاج الدراما الإفريقية الجديدة التي تترسم طرق العرض التقليدية في أمريكا وكذلك تكنيك التقاليد الأوربية المسرحية وغيرها . عند عودته من إنجلترا كون سوينكا فرقة «أقنعة 1960» وهي الفرقة التي قدمت مسرحية "رقصة الغابات" في مناسبة استقلال نيجيريا .بعد ذبك كون فرقة «مسرح الأوريصن» ولازال أمله في وجود مجموعات مسرحية دائمة بعيدا عن التحقيق لكنه استخدم الفرق الجامعية كنواة لفرق التمثيل التي عرضت مسرحياته في داخل نيجيريا وخارجها . وأما سوينكا نفسه فإنه ممثل ومخرج بارع وإخراجه لمسرحياته أثبت حقيقة هامة، وهي أن إخراج مخرج محترف لمسرحيته ليس بالضرورة هو الإخراج المتميز .لقد أخرج أول عرض لمسرحية "حصاد كونجي" علي أرضية قاعة المؤتمر في فندق في لاجوس، ودون وجود لخشبة مسرح ملائمة ولكن عن طريق إضاءة باهرة، واستخدام حساس للموسيقي والحركة، فإنه قدم عرضا ممتازا .لكن ليس كل مخرج هو سوينكا، ولابد من الاعتراف بأن مسرحية "رقصة الغابات" فإن وضعها علي خشبة المسرح يواجه مشاكل صعبة . وعلي العكس فإن وفرة التسهيلات لايمكن في حد ذاتها أن تصنع عرضا ناجحا . علي الأقل فقد رأي أحد النقاد أن إخراج "عابدات باخوس " فشل في أن يستجيب بدرجة ملائمة لمتطلبات النص الذي يتطلب إيماءات دقيقة ذات معني ووضوحا روائيا ولغة مسرحية قائمة علي الشعائر فإن المخرج قد اختار أن يقلد حفلات المجون وهي طقوس سرية صاخبة التي كانت تمارس في أعياد ألهة الإغريق لإحداث رعب زائف وإثارة زائفة .لا تنفصل حياة سوينكا عن عمله، فمعظم أعماله ناشئة عن اهتمام حار وشديد بمجتمعه، هذا الاهتمام واضح في شعره ومسرحياته ومقالاته ولكنه ليس مجرد اهتمام أدبي فقط بل يظهر أيضا في مقالاته التي يرسلها للصحف النيجيرية التي يمكن الاعتماد عليها دائما لإثارة الدعم المتحمس أو المعارضة العنيفة .هذا الاهتمام وهذه السرعة التي يترجم بها أفكاره إلى أفعال هي التي تضعه دائما في تعارض مع المؤسسات والحكومات .استقالته المثيرة من جامعة إيفي وحديثه الإذاعي المشهور، واعتقاله طوال مدة الحرب الأهلية ماهي إلا أمثلة من الأوضاع غير المريحة التي وضع فيها سوينكا نتيجة لتمسكه الشديد والمستمر بمعتقداته ومع ذلك، فإن سوينكا يعلن دائما أنه ليس «كاتبا ملتزما» كل ما يعنيه كما يوضح هو في حديثه لمجلة سبير أنه ليس ملتزما بأية أيدولوجيا فهناك قلة قليلة من الكتاب يؤمنون إيمانا أعمق بالحرية ومستعدين للتضحية بهذا القدر مثله .يري سوينكا أن المجتمع البشري في حاجة مستمرة للخلاص من ذاته ففعل الخلاص ليس فعلا جماهيريا، لأنه يأتي من خلال رؤية الأفراد وتفانيهم فيواصلون رؤيتهم رغم معارضة المجتمع الذي يسعون من أجل خلاصه، فخلاص المجتمع يعتمد إذن علي ممارسة الإرادة الفردية. هكذا فإن مافعله أتندا،"عبد اليوروبا" حين فرق الجوهر المتحد وأخرج جوهريات فردية أو ألهة ثم الاحتفال به في قصيدة «إدانر» مثل ربات فرادي أخريات أو رجال ملهمين (أنبياء) تتحول حياة الناس بفضل ممارستهم لإرادتهم الفردية .إذا كانت إرادة الفرد بهذه الأهمية فعلي المجتمع أن يتيح لها فرصة الممارسة الحرة وأي شكل من أشكال القمع السياسي يعد إخمادا لهذه الإرادة الفردية، فإن سحق إرادة الفرد هو سحق لقوي الحياة ذاتها، هذا هو موضوع مسرحيته "حصاد كونجي" وهو يكفي لإعطاء مثالا لهذه التيمة الهامة.وتختفي أعمال سوينكا بالحياة وتستهجن نقيضها، هذا النقيض يشمل محاولات القمع الداخلي الثانوية والخراب الشامل الذي تخلفه الحرب هذا إلى جانب من أعمال سوينكا التي ترتبط كما هو واضح بالعالم الحيث كله، وهو يجد أيضا أساطير اليوروبا قريبة المنال إذ تمده بصورها الشاملة، فالإله أوجون يصاب بالجنون مؤقتا إذا سكر ويقتل بلا تميز صديقا أو عدوا وهو تشخيص لفكرة الدمار الجنوني الذي تسببه الحرب، الحرب الأهلية النيجيرية تمثل كارثة قومية تنبأ بها سوينكا قبل وقوعها وعرض لها في مسرحية "رقصة الغابات" وهكذا كانت دمارا مخيفا لا لزوم له وأنكارا للحياة ذاتها فإن الأدب بالنسبة له هو مظهر للحياة وكانت النتيجة معاناته الشخصية في السجن وهو أمر معروف جيدا. لذلك كان يفضل سوينكا شخصية أوجن الذي يعيش الحياة دائما بين التحديات والمخاطر الناتجة عن خطأ الاختيارات فإن أوجن الذي يحرم الخمر علي عباده، فخور باعترافه بوجود حاجة إلى خلق التحديات من أجل التدريب المستمر للإرادة والقدرة علي السيطرة لذلك فرض علي أتباعه شرب الخمر وهي خاصية مشابهة لديونيسيوس وهي بلا شك أحد الأسباب التي جعلت سوينكا يجد في مسرحية "عابدات باخوس" ليوروبيدس مايغريه بأعدادها وهي تأتي استجابة للتحديات في اتجاه الحكمة الصادقة بعد احتماله لعناء التجارب .إن سوينكا استمد بعض من المؤثرات المسيحية في مسرحه وهذه الصورة مستمدة بوضوح من صورة المسيح المعلق علي الصليب، فهناك مشابهات أيضا بين شخصية إيمان في مسرحية "السلالة القوية " والمسيح فهما يضحيان بأنفسهما من أجل الأخرين ويموت كل منهما علي شجرة مقدسة تاركين الناس في ذهولهم من حولهم لأن التضحية الاختيارية هي واحدة من التيمات المتكررة عند سوينكا . إن سوينكا له أيضا مسرحيات مقتبسة تسمي «أوبرا الشحاذين» للكاتب الأنجليزي "جون جاي" ومسرحية «أوبرا القروش الثلاثة» للكاتب الألماني برتولت بريخت.لإن سوينكا كثير الأستعانة بالتقنيات الأخرى للفنون الفلكلورية المحلية مثل التمثيل الصامت، والعودة للماضي والشعائر والرموز والاحتفالات وإحياء شخصيات الأسلاف فهو يفعل هذا كله من أجل هدف فني معين وهو تدعيم الأثر العاطفي والعقلي لمسرحياته فيقرب مسرحه أحيانا من مسرح العبث.